# Qatrania
 Qatrania  ist eine ausgestorbene Gattung der Primaten, die vor rund 30 Millionen Jahren im Gebiet der heutigen Fossillagerstätte Fayyum in Ägypten vorkam. Das erste Fossil der Gattung – ein teilweise erhaltener rechter Unterkiefer – wurde im November 1981 geborgen und 1983 zur neu benannten Art der Gattung, Qatrania wingi, gestellt. Die Gattung gilt als naher Verwandter von Parapithecus und als ähnlich alt wie Oligopithecus.

## Namensgebung
Die Bezeichnung der Gattung ist abgeleitet vom Namen einer bis zu 340 Meter mächtigen Sedimentschicht, der Gebel-Qatrani-Formation, aus der die Fossilien der Typusart Qatrania wingi und zahlreiche andere Fossilien geborgen wurden. Das Epitheton der Typusart, wingi, ehrt den Entdecker des ersten Fossils der Gattung, den US-amerikanischen Geologen und Paläontologen Scott L. Wing.
Das Epitheton der 1988 benannten, zweiten Art der Gattung, Qatrania fleaglei, ehrt den US-amerikanischen Anatomen und Paläontologen John G. Fleagle, „in Anerkennung seiner zahlreichen Beiträge zum Verständnis der Fayyum-Primaten.“

## Erstbeschreibung
Der Erstbeschreibung von Gattung und Typusart liegt als Holotypus das Fragment eines sehr kleinen rechten Unterkiefers mit erhaltenem Prämolar P4, zwei Molaren (M1 und M2) und Teilen der Zahnwurzel von Prämolar P3 zugrunde (Sammlungsnummer CGM 40240). Als Paratypen wurden zwei zusammengehörige Unterkiefer-Molare (M2–M3) benannt; diese Fossilien waren im Verlauf einer Grabungskooperation von Geological Survey of Egypt und Duke University geborgen worden. Fundstelle war der als lower fossil wood zone bekannte Fundhorizont von Quarry E, in dem auch Oligopithecus entdeckt wurde.
Qatrania wingi war zu Lebzeiten vermutlich kleiner als Apidium moustafai. Abgeleitet von der Größe des Molars M1 wurde Qatrania wingi ein Körpergewicht von rund 300 Gramm zugeschrieben. Hieraus wurde wiederum – aus energetischen Gründen – geschlossen, dass Qatrania wingi sich nicht überwiegend von Blättern ernährt haben kann, sondern in erster Linie von Früchten und zusätzlich auch von Insekten.
Im Zusammenhang mit der Zuordnung von Qatrania zur fossilen Familie der Parapithecidae wurde die Vermutung geäußert, diese Funde stünden den frühen, direkten Vorfahren der Altweltaffen nahe.

## Weitere Funde
1988 wurden weitere sieben Zähne aus derselben Fundschicht wie zuvor zur Typusart Qatrania wingi gestellt – zwei teilweise bezahnte Unterkiefer-Fragmente sowie ein Oberkiefer-Molar (M1 oder M2) – und zugleich deren Zuordnung zur Familie der Parapithecidae bekräftigt. Jedoch wurde erwogen, dass diese Familie möglicherweise noch etwas älter sein könnte und vor der Trennung von Altweltaffen und Neuweltaffen existiert habe; die Parapithecidae seien, gestützt auch durch Fossilien anderer Arten dieser Familie aus dem Bereich unterhalb des Schädels, möglicherweise eine frühe Schwestergruppe aller fossilen und heute lebenden Arten der Affen (Anthropoidea).
Zugleich mit diesen sieben Zähnen wurde ein rechter Unterkiefer geborgen (CGM 41850), der noch ein wenig kleiner ist als bei der Typusart Qatrania wingi, mit erhaltenen Molaren M1 und M2, erhaltenem Prämolar P4 sowie der erhaltenen Wurzel von Molar M3, der teilweise erhaltenen Wurzel von Prämolar P3 und erhaltenen Zahnfächern von Prämolar P2, Eckzahn C1 und Schneidezahn I1. Dieses Fossil wurde – ohne zusätzliche Paratypen – als Holotypus einer zweiten Art der Gattung, Qatrania fleaglei, ausgewiesen; das Alter des Fossils beträgt 31 ± 1 Million Jahre.
2001 wurde schließlich zwei weitere Unterkiefer-Fragmente aus eines rund 36 Millionen Jahre alten Schicht der Gebel Qatrani Formation geborgen, die „morphologische Ähnlichkeiten“ mit Qatrania aufweisen, aber deutlich älter als die Fossilien dieser Gattung und zudem in gewisser Weise „ursprünglicher“ sind. Diese Fossilien wurden daher der neu eingeführten Gattung Abuqatrania („Vater von Qatrania“) und ihrer Typusart Abuqatrania basiodontos zugeordnet. Diese Zuordnung ist aber umstritten; Christopher Beard hat diesen Gattungsnamen beispielsweise als Synonym für die Gattung Qatrania bezeichnet und die Fossilien zu Qatrania basiodontos gestellt.

## Belege
1. 1 2 3  Elwyn L. Simons und Richard F. Kay: Qatrania, new basal anthropoid primate from the Fayum, Oligocene of Egypt. In: Nature. Band 304, 1983, S. 624–626, doi:10.1038/304624a0, Volltext.
2. 1 2  Elwyn L. Simons und Richard F. Kay: New material of Qatrania from Egypt with comments on the phylogenetic position of the Parapithecidae (Primates, Anthropoidea). In: American Journal of Primatology. Band 15, Nr. 4, 1988, S. 337–347, doi:10.1002/ajp.1350150407, Volltext.
3. ↑  Erik R. Seiffert, Marcelo F. Tejedor, John G. Fleagle, Nelson M. Novo, Fanny M. Cornejo, Mariano Bond, Dorien de Vries und Kenneth E. Campbell Jr.: A parapithecid stem anthropoid of African origin in the Paleogene of South America. In: Science. Band 368, 2020, S. 194–197, doi:10.1126/science.aba1135
4. ↑   Elwyn L. Simons, Erik R. Seiffert, Prithijit S. Chatrath und Yousry Attia: Earliest record of a parapithecid anthropoid from the Jebel Qatrani Formation, northern Egypt. In: Folia Primatologica. Band 72, 2001, S. 316–331, doi:10.1159/000052748.
5. ↑  K. Christopher Beard: Anthropoid origins. Kapitel 19 in: David R. Begun (Hrsg.): A Companion to Paleoanthropology. Blackwell Publishing 2013, S. 358–375, ISBN 978-1-44433116-5.